# Авер'янов Максим Анатолійович
Макси́м Анато́лійович Авер'я́нов (22 липня 1997, Черкаси, Україна) — український футболіст, півзахисник.

## Ігрова кар'єра
Починав займатися Футболом в СДЮШОР міста Черкаси. Пізніше у ДЮФЛУ виступав за київський РВУФК.
14 серпня 2014 року був включений в заявку на сезон 2014/15 бронзового призера чемпіонату України та учасника Ліги Європи харківського «Металіста». До зимової перерви провів у складі молодіжної команди «металістів» 10 ігор.
У Прем'єр-лізі дебютував 1 березня 2015 року в гостьовому матчі проти київського «Динамо». У цій грі, крім Авер'янова, футболки першої команди харків'ян вперше одягли також Богдан Бойчук, Олексій Ковтун, Єгор Чегурко, Сергій Сизий, Дмитро Антонов і Володимир Барілко. Такий «груповий дебют» гравців харківської молодіжки став можливий завдяки бойкоту лідерами «Металіста» старту весняної частини чемпіонату України через невиконання клубом контрактних зобов'язань перед ними.
На момент дебюту у вищому дивізіоні Авер'янову було повних 17 років. Він був наймолодшим на полі, вийшов у стартовому складі і провів у грі 57 хвилин.
Після розформування «Металіста» влітку 2016 року перебрався в «Черкаський Дніпро», однак за основну команду не провів жодного матчу, виступаючи на аматорському рівні за другу команду клубу — «Зоря-Черкаський Дніпро-2» з Білозір'я.
У 2017 році перейшов у кропивницьку «Зірку». У квітні 2017 року Максим Авер'янов був дискваліфікований КДК ФФУ на 1 рік і умовно на 2 роки за участь в договірних матчах у складі «Металіста».